# Площади Самары
Список площадей города Самара включает в себя 16 разнообразных архитектурных объектов. Начиная с маленькой площади Дзержинского и заканчивая одной из крупнейших в Европе — площади Куйбышева.
Больше всего площадей расположено в Ленинском районе города.  
Список городских площадей по районам города:

## Железнодорожный район Самары
- Комсомольская площадь

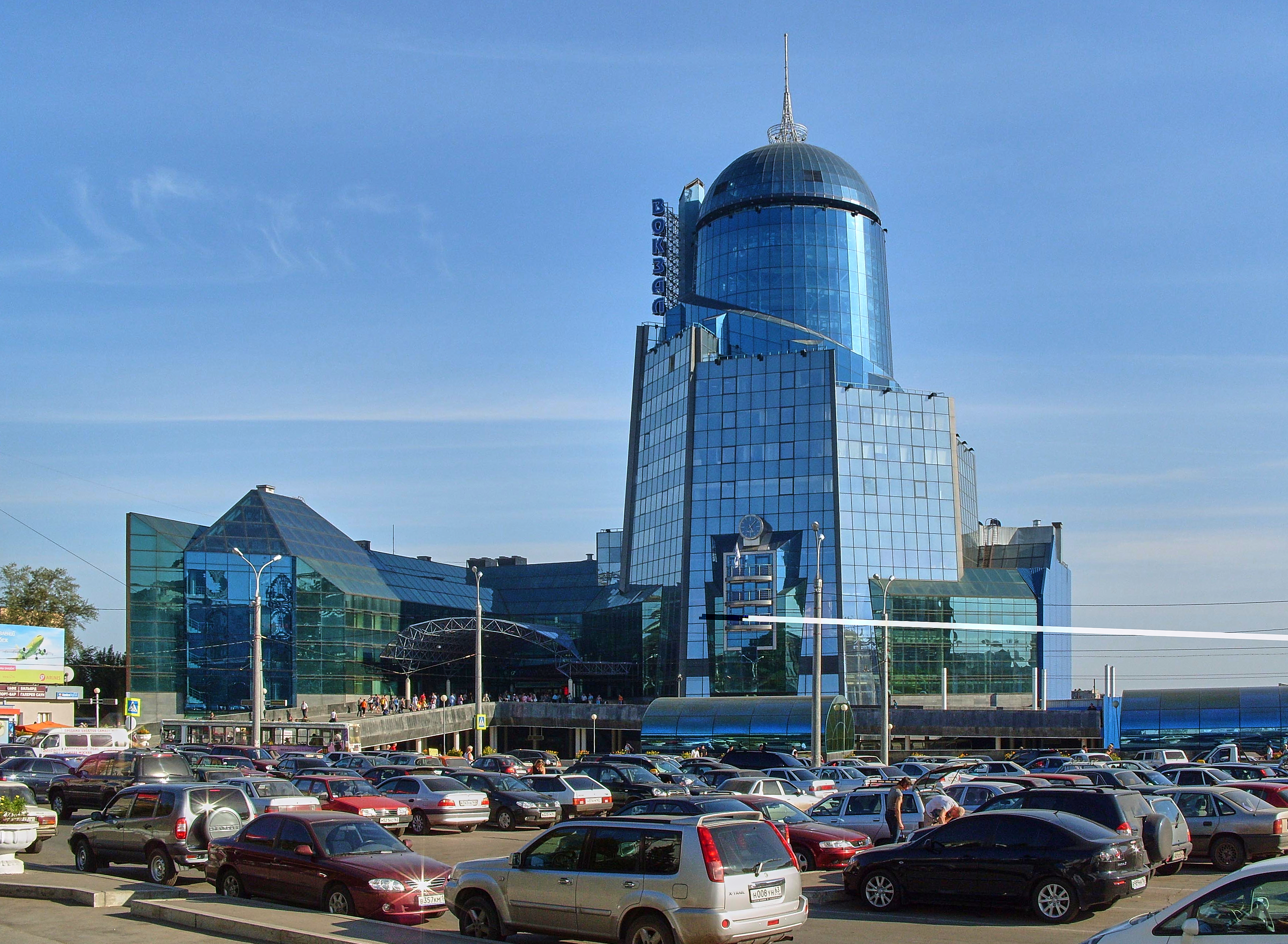
Комсомольская площадь

На пересечении улицы Спортивной и Льва Толстого. На площади стоит Железнодорожный вокзал станции Самара.
- Крымская площадь

На пересечении улицы Урицкого и проспекта Карла Маркса. Рядом расположен крупный офисный центр «Деловой мир».

## Ленинский район Самары
- Ильинская площадь

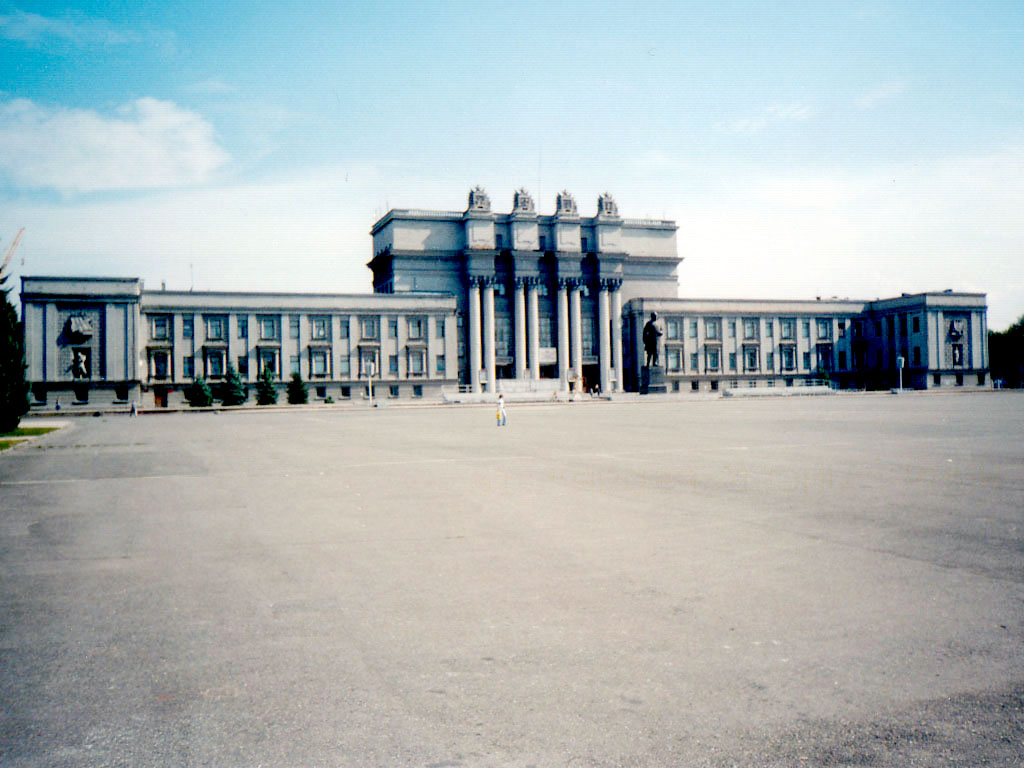
Площадь Куйбышева

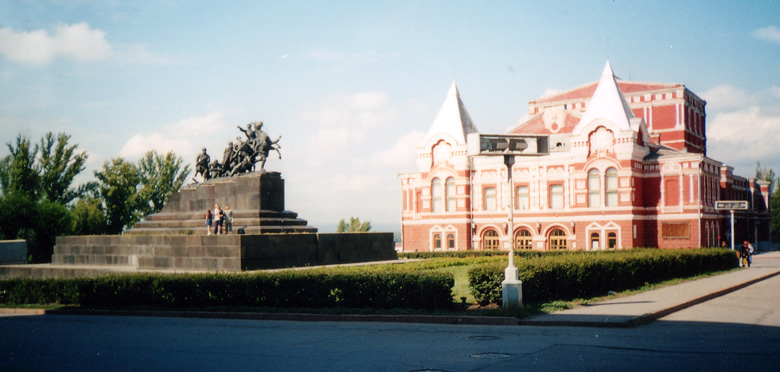
Площадь Чапаева

Площадь на пересечении улиц Арцыбушевской и Красноармейской.
- Площадь имени Валериана Куйбышева

Одна из крупнейших городских площадей в мире (см. List of city squares by size). Вместе со скверами занимает 174 тыс. м².
- Никитинская площадь

Площадь между ЦУМом «Самара» и Губернским рынком.
- Самарская площадь

Сквер между Самарской и Галактионовской улицами, где установлен бюст маршала Дмитрия Устинова.
- Площадь Славы

На площади расположены здание Администрации Самарской Области, Храм Георгия Победоносца, монумент Славы и Вечный огонь.
Совместно с Самарской площадью составляет единый архитектурный ансамбль. На прилегающей площади расположен фонтан.
- Площадь имени Василия Чапаева

К площади примыкают Струковский сад, Самарский драматический театр, здание СГАКИ и музей Бункер Сталина в Самаре.

## Кировский район Самары
- Площадь Кирова

Расположена на пересечении проспекта Кирова и улицы Победы. На площади стоит Дворец Культуры им. В.Литвинова и памятник С.Кирову
- Площадь имени Павла Мочалова

На пересечение проспекта Металлургов и улицы Елизарова. На площади расположен Дворец Культуры Металлургов

## Октябрьский район Самары

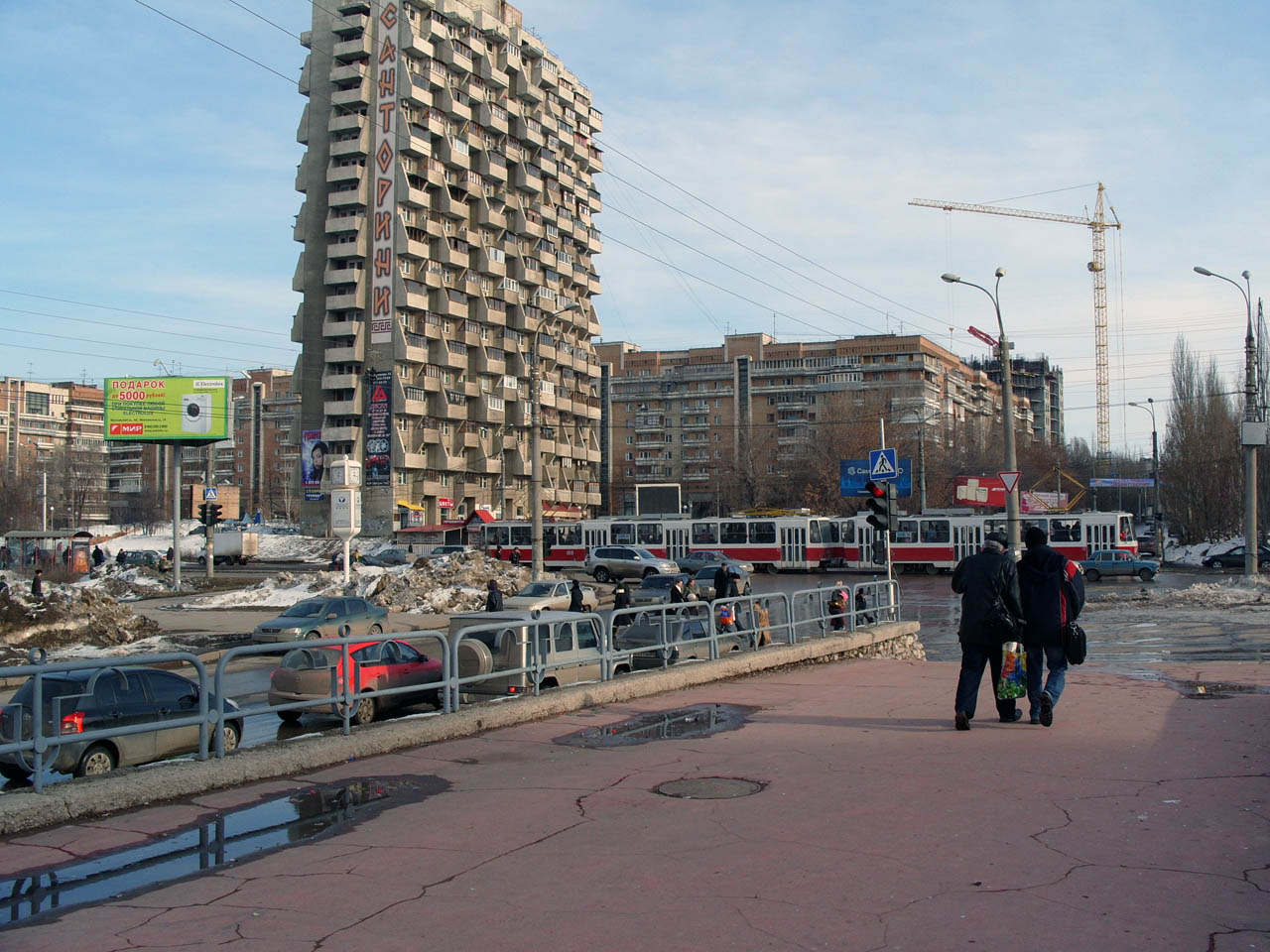
Площадь Героев 21-й Армии

- Площадь Героев 21-й Армии (с 7 мая 2008). Это место более известно как «фонтан на Осипенко». Расположена в границах улиц Осипенко, проспекта Ленина и Ново-Садовой.
- Площадь Памяти — на пересечении улиц Мичурина и Осипенко, перед зданием Научной библиотеки. На площади установлен памятник «Мемориал самарцам, погибшим в необъявленных войнах».
- Площадь Сельского Хозяйства — на пересечении улиц Ново-Садовой и Первомайской.
- Площадь имени Дмитрия Козлова расположена на проспекте Ленина. На площади стоит памятный комплекс ракеты-носителя «Союз».

## Промышленный район Самары
- Площадь Алексея Росовского

Площадь, названная с целью увековечивания памяти о Почётном гражданине города Самары Алексее Андреевиче Росовском в 2010 году, находится по улице Стара-Загора около кинотеатра «Шипка» напротив домов NN 64, 66, 68.

## Самарский район Самары
- Площадь Дзержинского

Площадь Революции

В центре сквера на площади Дзержинского в 1967 г. установлен скульптурный бюст советскому государственному и революционному деятелю Феликсу Дзержинскому (скульптор — Игорь Фёдоров, архитектор — Алексей Моргун). граничит с Хлебной площадью. На площади стоит бюст Дзержинского.
- Хлебная площадь

Старейшая площадь Самары. До 2018 года была конечным пунктом некоторых самарских трамваев.
- Площадь Революции

В 1889 году на площади по инициативе Петра Алабина был поставлен памятник Александру II, после революции памятник заколотили досками и разобрали. 7 ноября 1927 года на его постаменте был установлен памятник Владимиру Ленину.